# Ellenkultúra

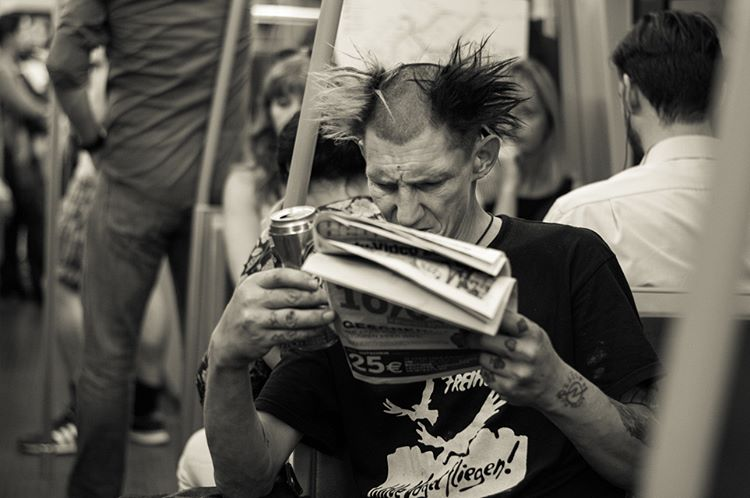
Egy punk újságot olvas a bécsi metrón

Az ellenkultúra az aktuálisan fennálló társadalmi berendezkedéssel szembeforduló olyan szubkultúra (kulturális irányzat), mely – a rendszerrel történő szembefordulásából kifolyólag – mindig hordoz magában politikai felhangot is. Célja az aktuális rendszernél – saját belátása szerint – jobb rendszer kiépítése, vagy a fennálló jobbítása, javítása, igazságosabbá tétele. 

## Története
Az ellenkultúrák leginkább a 19–20. században váltak igazán meghatározó mozgalmakká. Az első ilyen igazán meghatározó, ellenkultúrának nevezhető mozgalom a 19. század közepe-vége felé megszületett munkásmozgalom volt, mely hamar összefonódott a kommunizmussal, illetve a többi baloldali, főként radikális politikai ideológiával.
A kifejezést először John Milton Yinger amerikai szociológus használta egy 1960-as elemzésében. Az ellenkultúrát gyakorta keverik, vagy – helytelenül – szinonimaként használják a szubkultúra szóval, mely azonban nem hordoz magában politikai töltetet.
A már említett munkásmozgalom mellett ahhoz hasonló „általános” (mint a afroamerikai polgárjogi mozgalom, vagy a szexuális forradalom), illetve attól eltérően egyes generációkhoz kapcsolható (mint a beatnemzedék, vagy a hippi mozgalom) ellenkultúrák is léteztek, léteznek. Utóbbiak az adott generációval együtt fakulnak, múlnak el.